# Церковь Сретения Господня (Тула)
Церковь Сретения Господня — снесённый православный храм в Туле.

## История

### Строительство
В начале XVIII века здесь было две церкви: деревянная во имя Собора Пресвятой Богородицы с приделом великомученика Никиты и каменная во имя Сретения Господня. Возможно, именно этим обстоятельством объясняется, что колокольня более позднего храма стояла отдельно: она могла располагаться на месте деревянной церкви.
В 1747 году рухнул Никитский придел деревянной церкви. После этого придел во имя великомученика Никиты был пристроен к каменному храму. Но последний тоже, видимо, ветшал. В 1773 году священнослужители и прихожане Сретенской церкви писали о ней в своем прошении, что она «от весьма давнего построения вросла в землю, так что в дождевое время к самым дверям церковным подходила вода и едва мало не вливалась в самую церковь, от чего в стенах показывались расседины, при том же и внутри была не пространна», и просили разрешения — «оную церковь Божию разобрать и на том же насыпищи построить новую каменную о трех престолах…». Храмозданная грамота была дана.
Новое здание церкви во имя Сретения Господня начали возводить в 1774 году. Приделы — во имя апостола Иоанна Богослова (справа) и великомученика Никиты (слева) — были закончены уже спустя два года; основной объём — к 1785 году. Храм в документах XIX века именовался как Сретенским, так и Новоникитским (в отличие от Староникитского, остатки которого сохранились до наших дней близ одноимённой улицы).
В середине XIX века были устроены новые иконостасы: в 1855 году — в приделе Иоанна Богослова, в 1860-м — в приделе великомученика Никиты. В 1883 году произошел капитальный ремонт давшего трещины купола храма; тогда же был поставлен новый иконостас главного алтаря.
Ансамбль Сретенской церкви хорошо смотрелся как с противоположного правого берега Упы, так и с улицы Посольской. Кстати, Посольская была гораздо уже нынешней Советской. На месте домов, стоявших рядом с колокольней, сегодня газон, остановочный павильон и магазины. При храме имелась часовня, существовавшая с 1831 года. В приходе в 1894 году открыта церковноприходская школа. По храму получила свое название близлежащая часть набережной Упы — Сретенская набережная. В начале 1920-х годов она была переименована в Набережную Красных кузнецов.

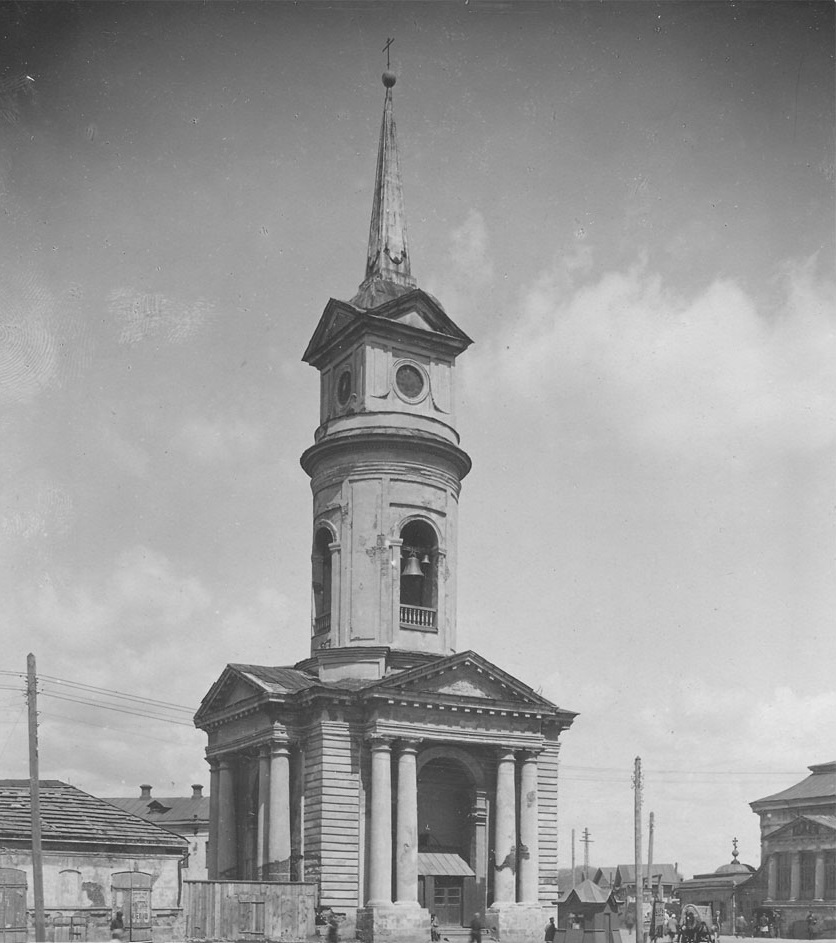
Колокольня храма

### Колокольня
К строительству колокольни приступили в 1780 году. Разрабатывал её проект и надзирал за строительными работами тульский архитектор Козьма Сокольников. В 1789 году он, а в 1790-м — Никифор Сокольников (сменивший Козьму в качестве надзирающего) в обращениях к губернским властям указывали, что новая недостроенная колокольня грозит рухнуть — из-за слабой забутовки фундамента и некачественного («негодного») кирпича. Строительство приостановили. Специалисты провели обследование объекта и дали заключение о том, что постройку нужно разобрать.
Но на возведение первого этажа колокольни уже было затрачено 7000 рублей. Поэтому, во избежание больших убытков, решили её не сносить, а попытаться ликвидировать просчёты. В просевшем буте пустоты забили сваями и заделали камнем и щебнем. Начатый второй ярус колокольни разобрали и разработали новый проект. На фотографиях видна несоразмерность мощного нижнего яруса и облегченных второго и третьего. На колокольне было 6 колоколов весом около 300 пудов. Самый большой из них, 203-пудовый был отлит в 1840 году попечением и усердием прихожанина купца Александра Ивановича Сапунова. Колокольня храма стояла отдельно, на другой стороне улицы Металлистов (приблизительно там, где сейчас находится вход в подземный переход).

### Снос
В справочной книге «Вся Тула и Тульская губерния», изданной в 1925 году, в разделе «Тульские здания, как исторические памятники» стиль Сретенской церкви характеризуется как «петербургское барокко». В 1930 году в журнале «Тульский край» была опубликована статья профессора А. И. Некрасова о памятниках архитектуры в Туле. О Сретенской церкви в ней было сказано так: «Имеет завершение, то есть световой фонарь, почти тождественный с Вознесенской, но чувственная телесность торжествует и ниже, по главному массиву храма, выделенному в куб; как бы впадины и выпуклости между колонн дают игру света и тени; этому помогает „китайская“ слоистость крыши и утонченность пропорций. Это одна из элегантнейших построек Тулы, рафинированное барокко».
Тем не менее, в той же статье совершенно спокойно сообщается, что колокольня Сретенского храма «сломана в связи с прокладкой трамвайной линии». И в сноске — что «дело о разборке церкви находится на разрешении в окрисполкоме». Из Всероссийского центрального исполнительного комитета Советов рабочих, крестьянских и красноармейских депутатов в президиум Тульского облисполкома пришло письмо, датированное 20 февраля 1930 года: «Президиум ВЦИКа утвердил Ваше решение о сносе Сретенской церкви и колокольни, чем доводится до Вашего сведения…».
Чуть раньше, в 1929 году, в одном из документов о Сретенской церкви говорилось следующее: «В настоящее время Госторгом РСФСР организуется продажа иконостасов за границу (целиком или фрагментами), и упомянутый иконостас может быть использован для этой цели. Принимая во внимание, что Сретенская церковь ликвидируется под ссыпку хлеба, сохранение иконостаса на месте абсолютно не будет мешать этому её использованию. Необходимо лишь зашить иконостас на высоте первого яруса тёсом». Удалось ли реализовать тульским властям сию коммерческую сделку — неизвестно. Колокола, подсвечники, иконные ризы, лампады и прочие изделия из цветного металла шли на переплавку через тульскую контору «Металлолома». Золотые и серебряные предметы — в Госбанк. Иконы и иконостасы без позолоты, на которые не находилось покупателей, просто уничтожались. Позолоченные иконы и киоты из Сретенской церкви были направлены в Московский госфонд ОГПУ.
Сретенский храм снесли в 1930 году. На месте храма сейчас находится сквер с памятником создателю русской трехлинейной винтовки образца 1891 года С. И. Мосину (1849—1902).
В конце 1970-х годов при строительстве подземного перехода были затронуты старинные кладбища — вероятно, погосты, существовавшие при вышеназванных церквях. В вертикальных стенках траншеи отчетливо виднелись «гробы в разрезе». Правда, через день или два стройку обнесли высоченным забором, и дальнейшие находки были скрыты от взоров туляков.